# Zlaté utkání
Zlaté utkání je název exhibičního hokejového zápasu, který se uskutečnil 30. srpna 2014 na Horáckém zimním stadionu v Jihlavě. Utkal se v něm výběr olympijských vítězů 1998 v Naganu, které jako trenéři vedli Slavomír Lener a Stanislav Neveselý, a mistrů světa v letech 1999–2001, které trénovali Josef Augusta s Vladimírem Martincem. Zároveň proběhlo uctění památky Ivana Hlinky, od jehož smrti v roce 2014 uplynulo 10 let.
S myšlenkou na uspořádání tohoto exhibičního zápasu přišel Josef Augusta, kterého podpořil Slavomír Lener i Robert Reichel. Následně došlo k oslovení Bedřicha Ščerbana, jakožto jednatele Dukly Jihlava, zda by se nezhostil pozice jednoho z organizátorů akce – a to i s ohledem na skutečnost, že dvě obdobné akce (Den legend a Den mistrů) v Jihlavě před nedávnem proběhly. Ten s uspořádáním akce souhlasil. Ke zveřejnění pak došlo na začátku června 2014 v České televizi, která zároveň bude utkání vysílat; v té době již účast přislíbilo okolo 90% hráčů. Z týmu olympijských vítězů nakonec chyběl pouze Petr Svoboda, na střídačce pak zůstala dvojice Vladimír Růžička a Jiří Dopita (ten z důvodu zranění). Z týmu mistrů světa chyběli Václav Prospal, Robert Lang, David Výborný a Martin Richter, v civilu na lavičce zůstala brankářská dvojice Martin Prusek a Vladimír Hudáček.
Slavnostní úvod zahájil Robert Záruba, o slavnostní buly se postarali jihlavský primátor Jaroslav Vymazal, hejtman Kraje Vysočina Jiří Běhounek a Liběna Hlinková, vdova po Ivanu Hlinkovi, spolu s hokejisty Petrem Čajánkem a Josefem Beránkem. Do akce se zapojili také např. Michal David či Martin Dejdar.

## Sestavy

### Nagano 1998
- Dominik Hašek
- Roman Čechmánek
- Jiří Šlégr
- Richard Šmehlík
- Roman Hamrlík
- Libor Procházka
- František Kučera
- Jaroslav Špaček
- Martin Straka
- Josef Beránek
- Jaromír Jágr
- Milan Hejduk
- Robert Reichel
- Martin Ručinský
- David Moravec
- Pavel Patera
- Martin Procházka
- Jan Čaloun

### Zlatý hattrick 1999-2001
- Milan Hnilička
- Dušan Salfický
- Radek Martínek
- Karel Pilař
- Petr Buzek
- František Kaberle
- Ladislav Benýšek
- Martin Štěpánek
- Jiří Vykoukal
- Michal Broš
- Petr Čajánek
- Viktor Ujčík
- Tomáš Vlasák
- Jaroslav Hlinka
- Tomáš Kucharčík
- Jan Tomajko
- Roman Šimíček
- Václav Varaďa

## Průběh utkání
| 30. srpen 2014 | Nagano 1998 | 7 – 7                   | Zlatý hattrick 1999-2001 | Horácký zimní stadion, Jihlava |
| 17:30          | Nagano 1998 | (0 – 2 , 3 – 2 , 4 – 3) | Zlatý hattrick 1999-2001 |                                |

|  | | Souhrn zápasu | |                                                                                                 |
|  | --- | ------------- | --- | ----------------------------------------------------------------------------------------------- |
|  | 27:29' Hejduk (Reichel, Ručinský) 32:13' Ručinský (Hejduk, Reichel) 33:55' Straka (Šlégr, Jágr) 40:54' Ručinský (Reichel) 47:30' Jágr (Straka) 48:42' Moravec (Hamrlík, Hejduk) 54:51' Patera (Moravec, Šlégr) |               | 12:27' Vlasák (Kucharčík, Hlinka) 14:49' Ujčík (Pilař, Martínek) 21:14' Hlinka (Vlasák) 35:57' Kucharčík (Vlasák, Martínek) 40:34' Broš (Čajánek) 51:53' Hlinka (Pilař) 56:44' Kucharčík (Hlinka, Vlasák) | Diváků: 7 200 Rozhodčí: Martin Homola Radek Husička Čárový/í rozhodčí: Jiří Gebauer Vít Lederer |